# Surdolimpíadas de Verão de 1931
As Surdolimpíadas de Verão de 1931, oficialmente conhecidas como I Jogos Internacionais em Silêncio, foram realizadas em Nüremberg, na Alemanha, entre 19 e 23 de agosto.

## Esportes
Sete esportes formaram o programa dos Jogos (entre parêntesis o número de eventos):
- Atletismo (22)
- Ciclismo (1)
- Saltos ornamentais (1)
- Futebol (1)
- Tiro (1)
- Natação (11)
- Tênis (5)

## Países participantes
Quatorze países participaram dos Jogos:
- Áustria
- Bélgica
- Tchecoslováquia
- Dinamarca
- Finlândia
- França
- Reino Unido
- Hungria
- Itália
- Noruega
- Países Baixos
- Suécia
- Suíça

## Quadro de medalhas
País sede destacado.
| Ordem | País           | Medalha de ouro | Medalha de prata | Medalha de bronze |    |
| 1     | Alemanha       | 14              | 12               | 10                | 36 |
| 2     | Dinamarca      | 10              | 2                | 5                 | 17 |
| 3     | França         | 5               | 10               | 11                | 26 |
| 4     | Suécia         | 4               | 3                |                   | 7  |
| 5     | Hungria        | 3               | 2                |                   | 5  |
| 6     | Bélgica        | 3               | 1                | 3                 | 7  |
| 7     | Finlândia      | 2               | 5                | 3                 | 10 |
| 8     | Noruega        | 1               | 1                | 2                 | 4  |
| 9     | Itália         | 1               | 1                |                   | 2  |
| 10    | Grã-Bretanha   |                 | 2                | 9                 | 11 |
| 11    | Checoslováquia |                 |                  | 1                 | 1  |
|       | Países Baixos  |                 |                  | 1                 | 1  |